# Марко Матерацці
Марко Матерацці (19 серпня 1973 року) — італійський футболіст, захисник. Екс-гравець збірної Італії, чемпіон світу 2006 року. П'ятиразовий чемпіон Італії, тричі володар Кубка Італії. Офіцер ордену «За заслуги перед Італійською Республікою». Син футболіста та тренера Джузеппе Матерацці.

## Біографія
Син відомого італійського тренера Джузеппе Матерацці. Починав кар'єру в клубах нижчих італійських дивізіонів. В 1995 році перейшов в команду Серії B «Перуджа», з першого разу закріпитися в її складі не зумів, пішов у оренду в «Карпі» (Серія C). Після повернення звідти почав прогресувати і отримав стабільну ігрову практику в «Перуджі». Сезон 1998/1999 провів в оренді в англійському «Евертоні», котрий тоді був середняком Прем'єр-ліги; Марко провів 27 ігор за цей клуб і тричі вилучався з поля. «Перуджа» за його відсутності вийшла в Серію A. Влітку 1999 року Матерацці повернувся до складу «Перуджі». В сезоні 2000/2001 забив 12 голів, побивши рекорд за кількістю голів за сезон серед захисників серії A, що належав Даніелю Пассарелла. Влітку 2001 року був куплений міланським «Інтером». Став одним з лідерів «Інтера». Виграв велику кількість трофеїв у складі клубу, в тому числі п'ять поспіль чемпіонатів країни, три кубки і три Суперкубки. В сезоні 2006/2007 знову став найкращим бомбардиром серед захисників, забивши 10 м'ячів. 1 липня 2009 року Матерацці продовжив контракт з «Інтером» до літа 2012 року.
20 червня 2011 року Матерацці та «Інтер» розірвали контракт за обопільною згодою. Пізніше він сказав: «Я хочу прояснити ситуацію, не я приймав рішення піти з "Інтера". Леонардо зрадив мене. У клубі заявили, що я не вписуюся в їх плани і не буду включений в заявку на Лігу чемпіонів. Я не знаю, чому Леонардо так вчинив. Він завжди говорив, що я повністю віддавався команді на полі і за його межами».
У 2014—2015 роках Марко Матерацці був граючим тренером команди Індійської суперліги «Ченнаїн».

### Виступи за збірну Італії
Вперше зіграв за збірну Італії в 2001 році проти команди ПАР. Грав за збірну Італії в Чемпіонаті світу (2002), Чемпіонаті Європи (2004), Чемпіонаті світу (2006), Чемпіонаті Європи (2008).
На ЧС-2002 провів один матч, на ЧЄ-2004 — також один. На чемпіонаті світу 2006, який став для збірної Італії переможним, Матерацці спочатку взяли також як резервного захисника, але після того, як у матчі групового етапу проти Чехії отримав травму Алессандро Неста, Матерацці поставили Марчелло Ліппі на місце Нести в центрі оборони.

## Інцидент в фіналі ЧС-2006
Яскравий приклад антитези поняття fair play Матерацці показав у фіналі Чемпіонату світу 2006 р. Він так образив словами капітана збірної Франції Зінедіна Зідана, що той буцнув Матерацці головою у груди, за що Зідан був вилучений у вирішальному матчі. Пізніше Матерацці вибачився за свій вчинок.
Зідан вдарив Матерацці за те, що Матерацці говорив нецензурні слова про родину Зідана. Через тиждень після кінця матчу Зідан розповів, за які слова він ударив Матерацці. Зінедін говорив: "Я не хотів бити його за його слова. Але я не стерпів фразу про мою матір. Ніхто не має права ображати її!"

## Титули і досягнення
- Чемпіон Італії (5):

Інтернаціонале: 2005-06, 2006-07, 2007-08, 2008-09, 2009-10
- Володар Кубка Італії (4):

Інтернаціонале: 2004-05, 2005-06, 2009-10, 2010-11
- Володар Суперкубка Італії (4):

Інтернаціонале: 2005, 2006, 2008, 2010
- Переможець Ліги чемпіонів УЄФА (1):

Інтернаціонале: 2009-10
- Переможець Клубного чемпіонату світу (1):

Інтернаціонале: 2010
- Чемпіон світу (1):

Італія: 2006